# Liste der Kulturdenkmäler in Neustadt/Westerwald
In der Liste der Kulturdenkmäler in Neustadt/Westerwald sind alle Kulturdenkmäler der rheinland-pfälzischen Ortsgemeinde Neustadt/Westerwald aufgeführt. Grundlage ist die Denkmalliste des Landes Rheinland-Pfalz (Stand: 21. Dezember 2021).

## Einzeldenkmäler
| Bezeichnung | Lage                         | Baujahr                           | Beschreibung                                                       | Bild                           |
| ----------- | ---------------------------- | --------------------------------- | ------------------------------------------------------------------ | ------------------------------ |
| Brücke      | Hauptstraße Lage             | erste Hälfte des 19. Jahrhunderts | Brücke, zweibogig, wohl aus der ersten Hälfte des 19. Jahrhunderts | weitere Bilder Fotos hochladen |
| Wegekreuz   | Hauptstraße, bei Nr. 13 Lage | 1872                              | Wegekreuz, bezeichnet 1872                                         | weitere Bilder Fotos hochladen |